# Monorail v Seattlu
Monorail v Seattlu (anglicky Seattle Center Monorail) je nadzemní jednokolejnicová dráha ve městě Seattle. Do provozu byl uveden 24. března 1962 při příležitosti světové výstavy. Náklady na jeho výstavbu byly přibližně 3,5 milionu dolarů. Monorail spojuje stanici v Seattle Center se stanicí u Westlake Center. Každá cesta trvá přibližně 2 minuty a ročně převeze více než 2 miliony cestujících.

## Historie

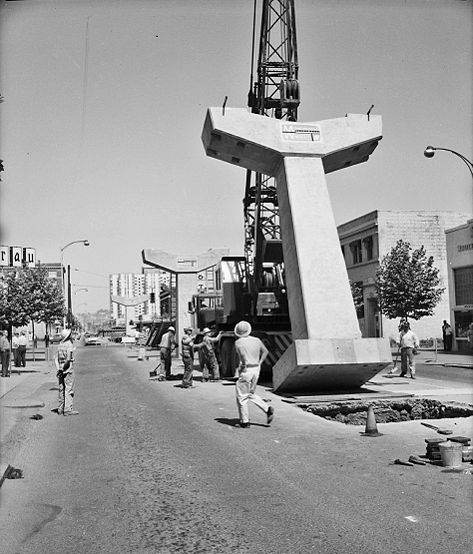
Stavba nosníků, 1961

Monorail byl postaven západoněmeckou společností ALWEG při příležitosti světové výstavy. Do provozu byl uveden 24. března 1962 a jeho cena se pohybovala okolo 3,5 milionu dolarů. Během šesti měsíců trvající výstavy svezl více než 8 milionů cestujících. Po jejím konci byl v roce 1965 prodán městu Seattle za 600 tisíc dolarů.

### Nehody
25. července 1971 došlo k selhání brzd jednomu z vlaků, což vedlo k havárii na konci dráhy ve stanici Seattle Center. Během nehody bylo zraněno 26 pasažérů.
31. května 2004 vypukl požár v jednom z vlaků, který právě převážel 150 cestujících. 5 z nich utrpělo lehká zranění a museli být převezeni do nemocnice.
26. listopadu 2005 došlo ke střetu a následnému mírnému vykolejení dvou vlaků. Dva lidé museli být s lehkými zraněními převezeni do nemocnice. Nikdo neutrpěl těžká zranění.

## Galerie

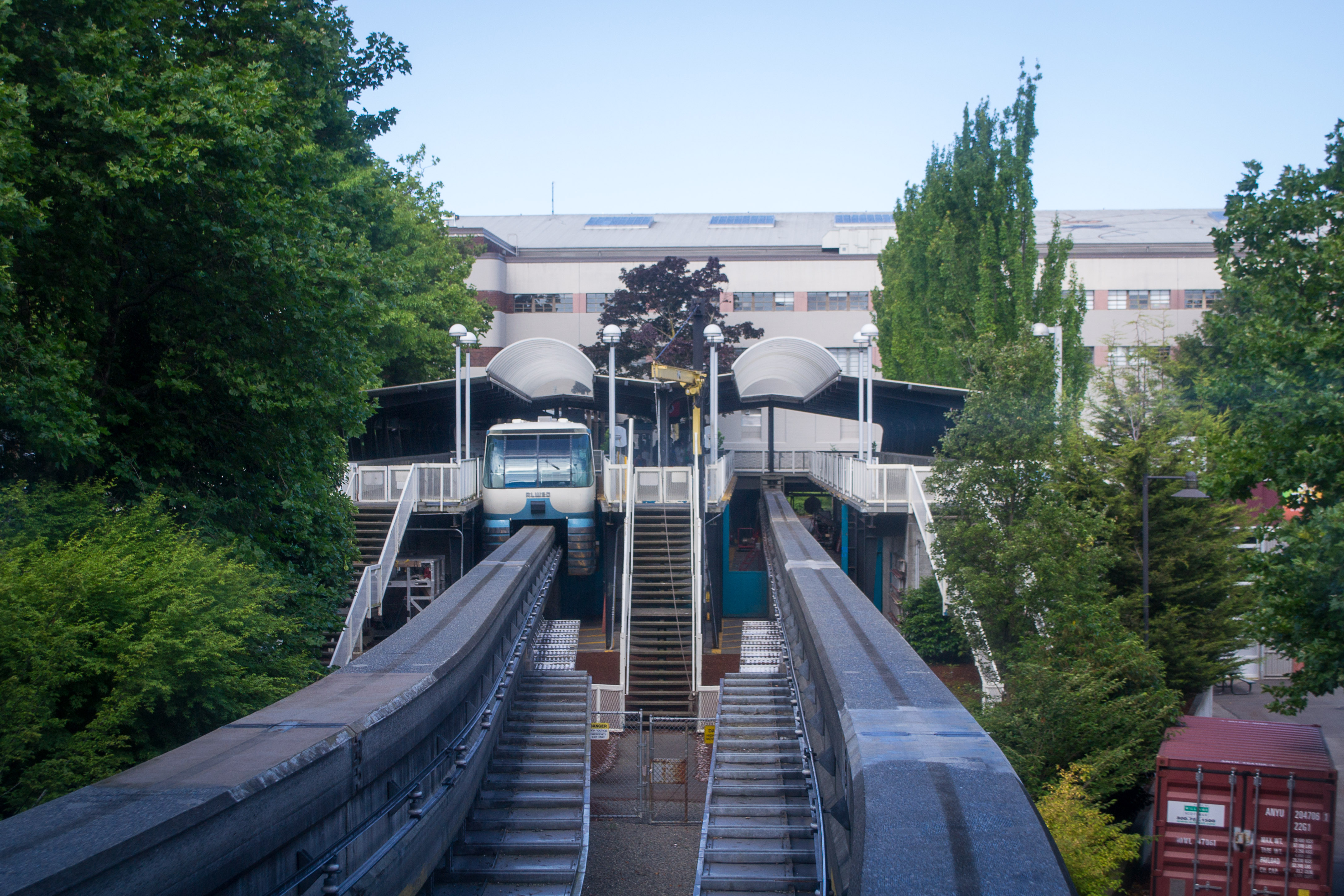
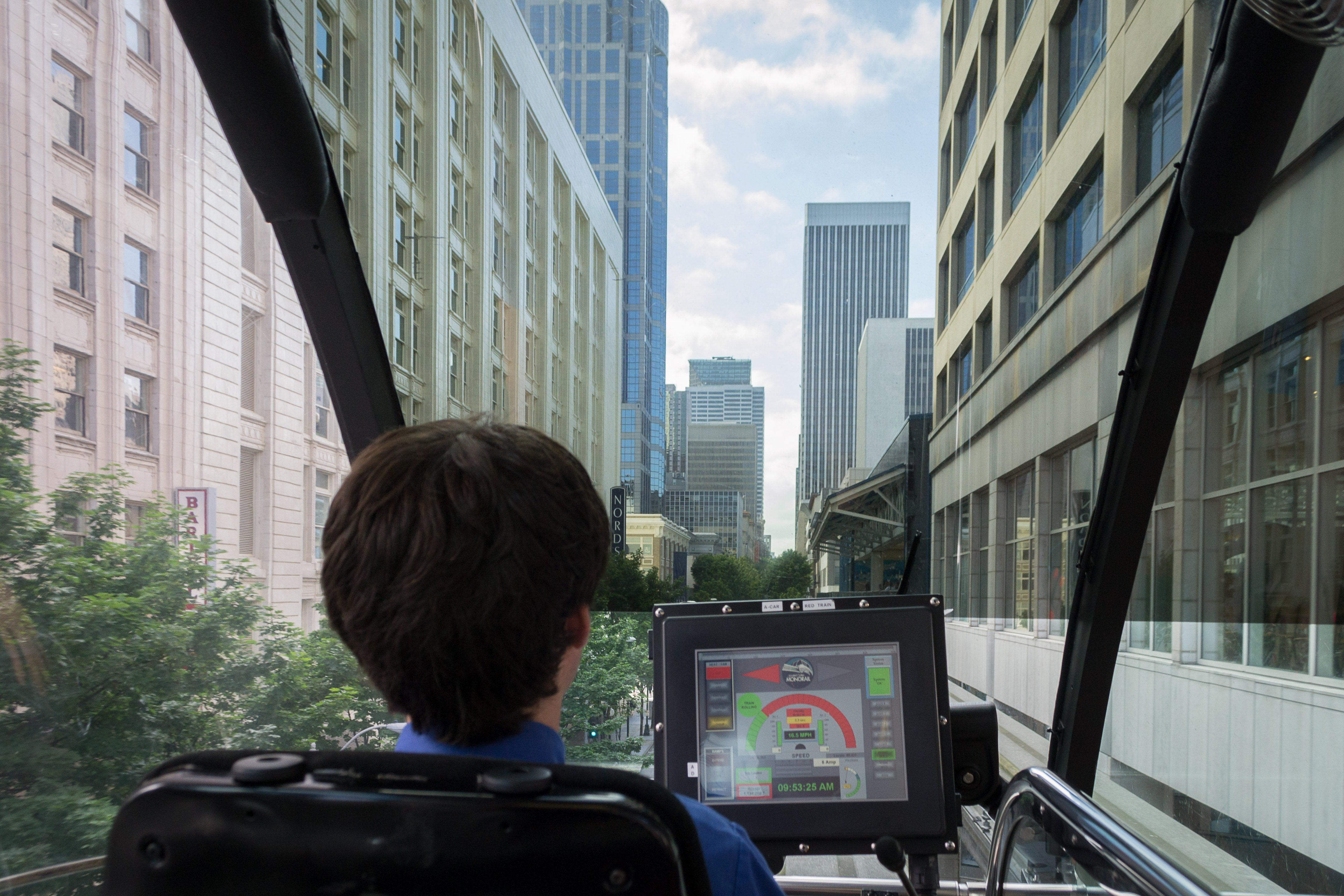
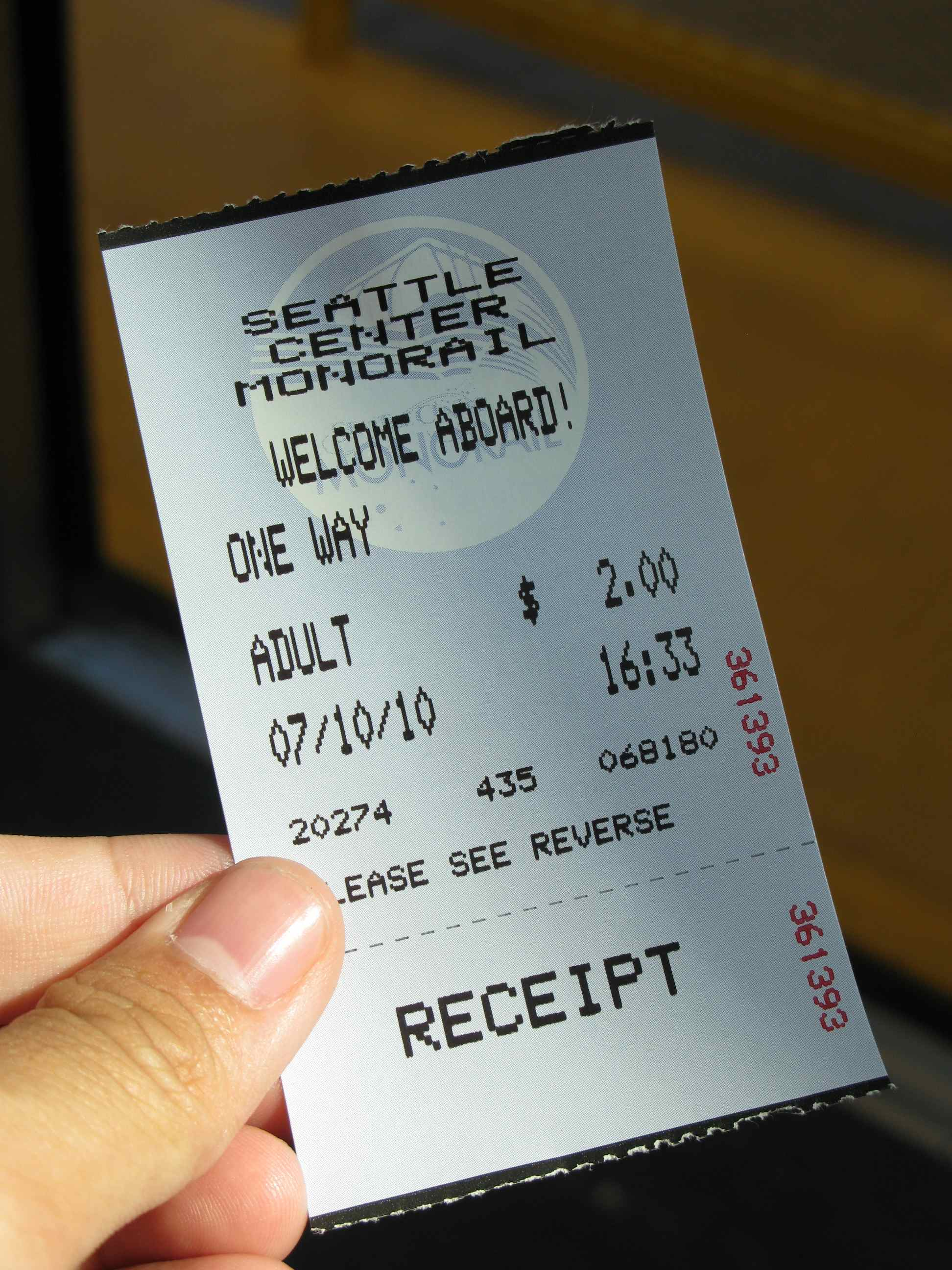
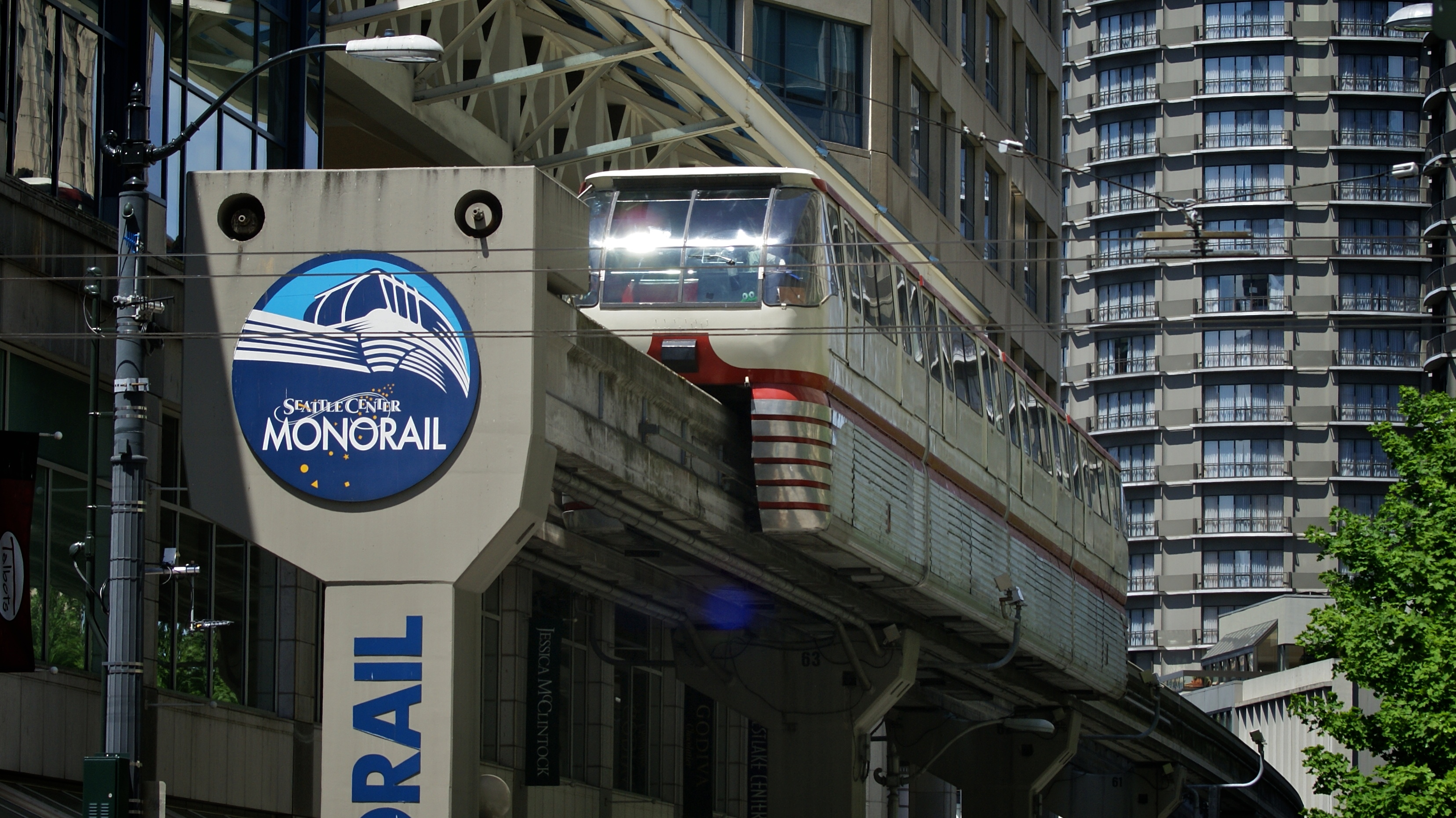
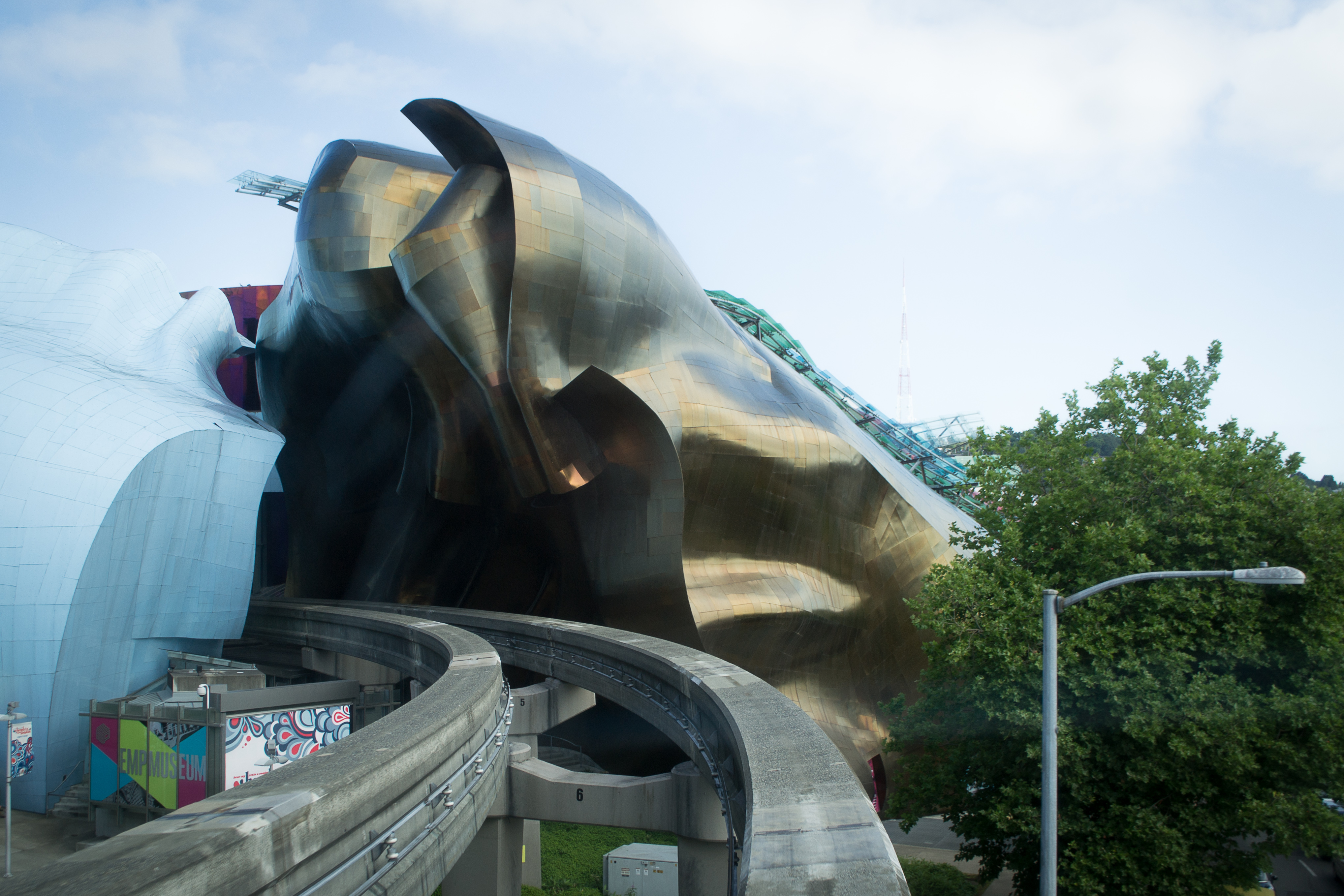
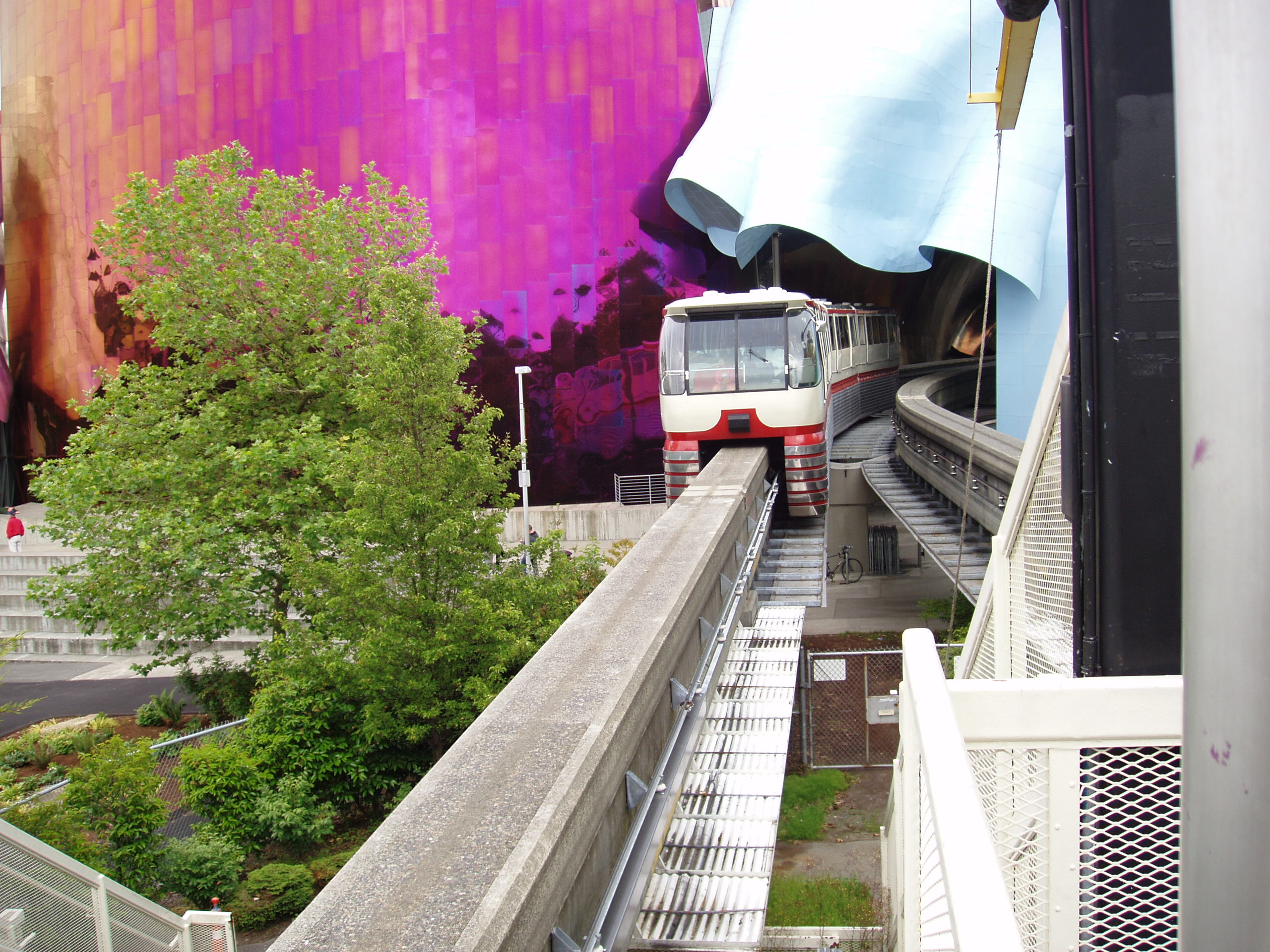